# Luca Zanasca
Luca Zanasca (né le 23 août 1983 à Venegono Inferiore, dans la province de Varèse, en Lombardie) est un coureur cycliste italien.

## Palmarès
- 2005
  - Cronoscalata alla Roncola
- 2006
  - Trento-Monte Bondone
  - Casalincontrada-Block Haus
  - 2e du Giro delle Valli Cuneesi
  - 3e de la Coppa Penna
  - 3e de la Coppa Varignana
- 2007
  - Parme-La Spezia
- 2008
  - Cinturó de l'Empordà :
    - Classement général
    - 1re étape

  - 1re étape du Tour de Slovaquie[1]
- 2009
  - 1re étape du Tour de León
  - 3e du Tour de León
- 2019
  - 3e de Coire-Arosa

## Classements mondiaux
| Année           | 2005 | 2006   | 2007 | 2008 | 2009 | 2010 |
| --------------- | ---- | ------ | ---- | ---- | ---- | ---- |
| UCI Europe Tour | 656e | 1 248e | 645e | 164e | 449e | 263e |